# Celofyzy
Celofyzy (Coelophysidae) – rodzina dinozaurów z grupy ceratozaurów
Były to drapieżniki średniej wielkości (długość ciała 1-5 m). Żyły na przełomie triasu i jury.
Do rodziny tej zalicza się następujące rodzaje: celofyz, gojirazaur, megapnozaur, podokezaur, prokompsognat, pterospondyl, segizaur, 